# Legio Mariae
La Legio Mariae è un'organizzazione cattolica laica fondata in Irlanda nel 1921 ed oggi diffusa in tutti i continenti.

## Storia
Il 7 settembre 1921 alcuni laici, sotto la guida dell'irlandese Frank Duff, fondarono a Dublino la "Comunità di Nostra Signora della Misericordia", che dal 1925 fu conosciuta con il nome di Legio Mariae.
I membri della Comunità furono inizialmente donne, ma dal 1929 anche uomini. Essi facevano visita agli ammalati negli ospedali e successivamente iniziarono l'apostolato per le strade e l'assistenza ad emarginati come prostitute e senzatetto.
La comunità si diffuse prima in Irlanda poi, dal 1928 in Scozia ed Inghilterra e nel 1931 in India e negli Stati Uniti d'America.
Dato che questo tipo di apostolato per quei tempi era piuttosto insolito, solo l'apprezzamento da parte di papa Pio XI, espresso nel 1931 poté fugare a poco a poco i dubbi sorti presso le autorità ecclesiastiche locali.
Nel 1933 nacque il primo "Presidio" in Africa, ove specialmente Edel Mary Quinn dal 1936 si occupò della diffusione della Comunità.
Dal 1937 sorsero i primi gruppi della Legio nella Repubblica di Cina. Con la presa del potere da parte del Partito Comunista Cinese di Mao Tse-tung, molti Legionari furono arrestati e morirono in prigione.
Dal 1940 la Comunità si diffuse anche nel continente europeo e dal 1953, grazie ad Alfie Lambe, in Sudamerica.
Nel marzo 2014 la Comunità è ufficialmente riconosciuta dalla Santa Sede come «associazione internazionale di fedeli».
Oggi la Legio Mariae è rappresentata in tutto il mondo e conta circa 2,2 milioni di "Legionari" e all'incirca 10 milioni di "Ausiliari". Anche i papi Pio XII (1953), Giovanni XXIII (1960), Paolo VI (1965) Giovanni Paolo II (1982) hanno mostrato apprezzamento e lode per la Legio Mariae.

## Tipo di adesione
Membro attivo o Legionariocompiono settimanalmente per una a due ore un lavoro di apostolato che deve essere effettuato in due, e prendono parte all'incontro settimanale del "Presidio. Essi devono ubbidire alle regole stabilite nel manuale della Legio Mariae;
Membri oranti o Ausiliari'sostengono l'organizzazione con la recita giornaliera del Rosario e delle preghiere della Legio Mariae;
Pretoriani"Legionari" che in più partecipano giornalmente alla Messa e che partecipano giornalmente alla liturgia delle ore e recitano il Rosario;
Adjutoriè il massimo livello di appartenenza. Si tratta di membri oranti che in più assistono giornalmente alla Messa ed alla liturgia delle ore.

## Organizzazione

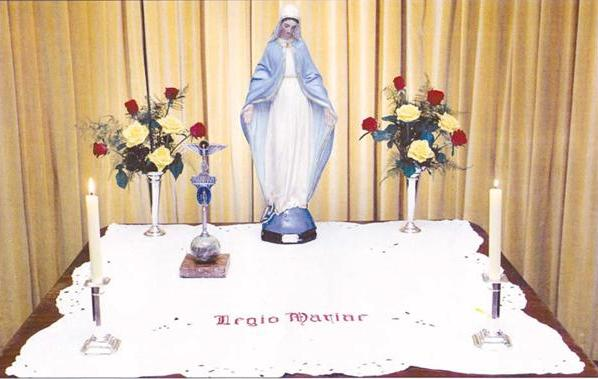
Altare della Legio intorno al quale si raccoglie il Presidio.

Il "Presidio" è il gruppo elementare della Legio, esistente nel nome di Maria.
I "Presìdi" possono solo essere fondati se il vescovo locale lo accetta per la sua diocesi. In un Presidio parrocchiale, il parroco deve essere d'accordo sulla creazione del presidio.
Il Presidio è condotto da un laico (Presidente o Presidentessa) e i membri si incontrano ogni settimana per la preghiera e la lettura spirituale. I componenti del Presidio relazionano sulla loro attività di apostolato e ricevono nuovi incarichi in materia. Il conduttore spirituale (un sacerdote, un frate od una suora), che assiste il Presidio, tiene un'allocuzione.
Ogni Presidio dev'essere collegato ad un Consiglio di livello più elevato.  L’insieme dei "Praesidia" di una parrocchia, o di più parrocchie di una stessa zona, costituisce
la Curia. Il lavoro delle "Curiae" e dei "Praesidia" è coordinato dal "Comitium". I livelli più alti hanno il compito di visitare regolarmente i vari presìdi e di controllare l'osservanza delle regole del movimento. Ad un livello superiore ci sono "Regia" e "Senatus" che coprono rispettivamente territori di vaste dimensioni e interi Paesi.
Il Consiglio Supremo è il Concilium Legionis, che ha sede a Dublino.

## Spiritualità
Padre spirituale della Legio è il sacerdote francese Luigi Maria Grignion de Montfort (1673-1716) e la sua raccomandazione:«Totale dedizione a Gesù per mezzo di Maria».
Obiettivo nella Legio è la santità dell'aderente, ma anche quella del mondo intero. I legionari vogliono far sì, attraverso il loro apostolato, che Iddio sia più amato nel mondo.

## Attività particolari

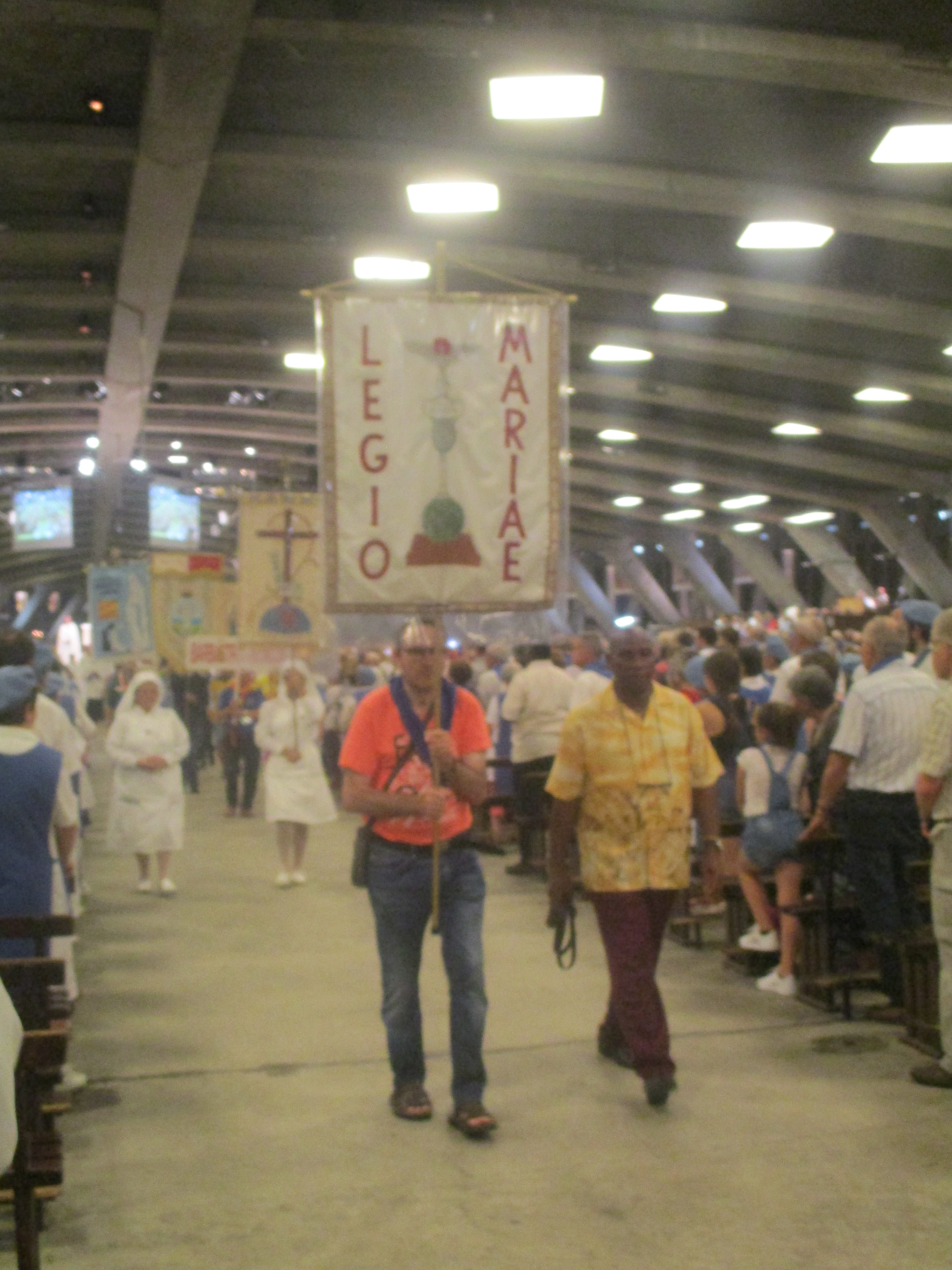
La Legio Mariae in pellegrinaggio a Lourdes.

- Exploratio Dominicalis: lavoro di apostolato di un Presidio in una domenica, prevalentemente svolto in altre parrocchie
- Incola Mariae: Legionario che conduce un'attività missionari specifica per più mesi all'estero;
- Peregrinatio Pro Christo (PPC): apostolato estero dei legionari durante le ferie per una durata da una a due settimane
- Acies: festa principale della Legio il 25 aprile, durante la quale i legionari rinnovano la loro promessa
- Festa della Comunità: incontro comunitario degli aderenti in occasione della festività dell'Immacolata Concezione, l'8 dicembre
- Tavola rotonda: incontro mensile al quale vengono invitati anche non aderenti, con una relazione ed una discussione su questioni di fede.

### Libri
in lingua tedesca:
- Das Handbuch der Legion Mariens. Concilium Legionis Mariae, Dublin 1993
- Die Legion Mariens: Apostolat in unserer Zeit. 2. Aufl., Senatus München, München 2004
- Robert Bradshaw: Frank Duff. Gründer der Legion Mariens. Jugendverein für christlich katholische Werte, Maria Roggendorf 1994
- Anna Coreth: Legio Mariae. In: Lexikon für Theologie und Kirche. 2. Auflage, 6. Band. Herder, Freiburg i. B. 1961
- Anna Coreth: Frank Duff und die Legion Mariens. Katholische Akademie, Wien 1982
- Frank Duff: Wie man die Welt erobert. Geschichte der Legio Mariae. Bernina, Klosterneuburg bei Wien, 1955
- Frank Duff: Der Geist der Legion Mariens. 2. Aufl., Freiburg i. B. 1960
- Hilde Firtel: Ein Leben für Christus. Frank Duff und die Legion Mariens. EOS, St. Ottilien, 1983, ISBN 3-88096-156-5
- Frank Duff (Hrsg. Andreas Seidl): Dass Gott mehr geliebt werde! Geschichte der Legion Mariens. Jugendverein für christlich/katholische Werte, Maria Roggendorf 2003, ISBN 3-00-011150-6
- Léon-Joseph Suenens: Theologie des Apostolates. Das Legionsversprechen im Lichte der katholischen Lehre. Rohr, Freiburg i. Br. 1952
- Friedrich Wessely: Geist und Leben der Legion Mariens. 2. Aufl. Salterrae, Maria Roggendorf 1991
- Friedrich Wessely: Wagnis für Gott. Wesen und Wirksamkeit der Legion Mariens. 3. Aufl. Salterrae, Maria Roggendorf 1991

### Riviste dell'Organizzazione
- (DE)  Die Stimme der Legion, quadrimestrale in Germania
- (DE)  Regina Legionis, bimestrale in Austria